# Amphiprion tricinctus

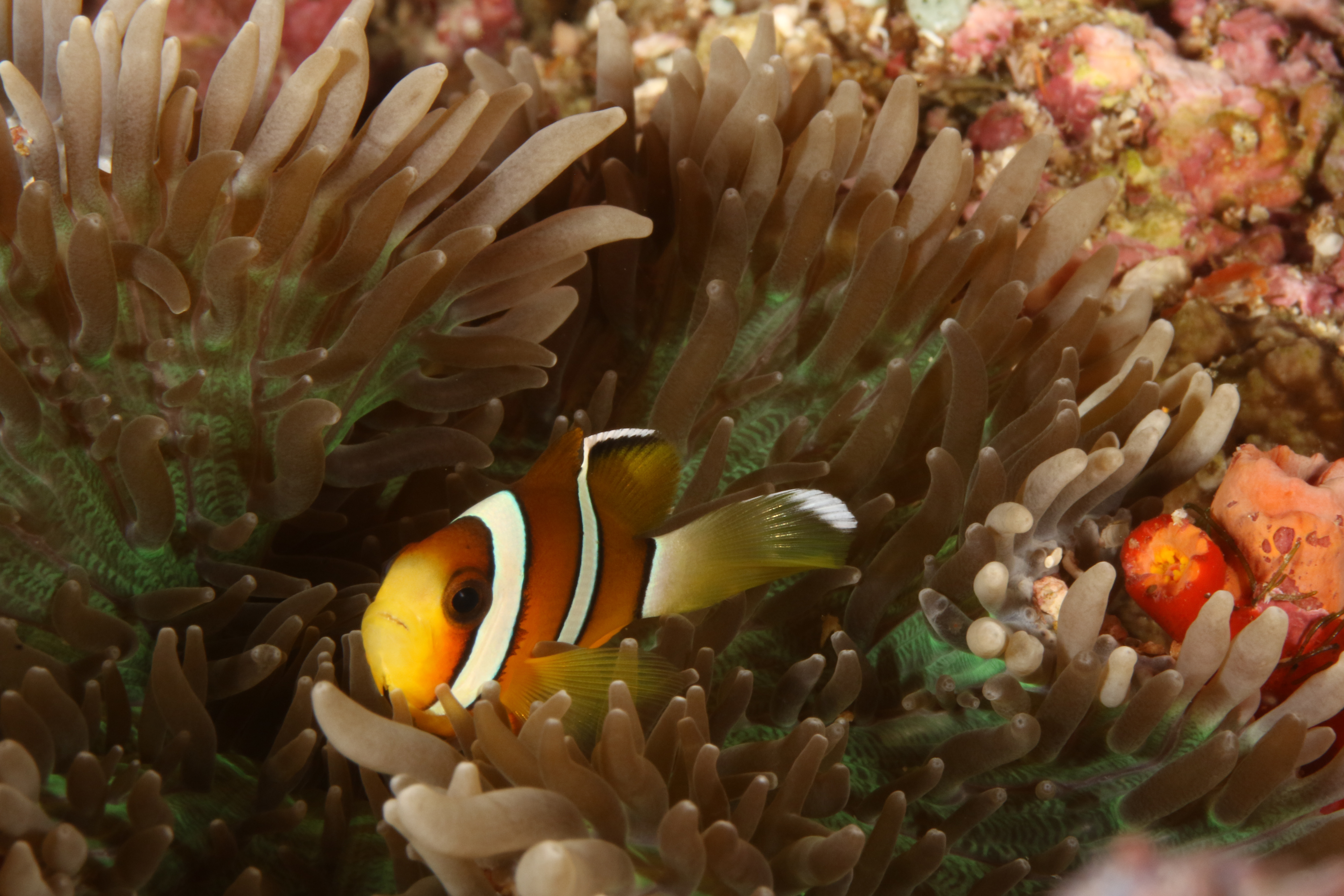
Imagen de A. tricinctus

Amphiprion tricinctus, el pez payaso de tres cintas es una especie de peces de la familia Pomacentridae.

## Morfología
Los machos pueden llegar alcanzar los 12 cm de longitud total.

## Alimentación
Come principalmente copépodos  planctónicos y una variedad de  algas.

## Depredadores
En las Islas Marshall es depredado por serránidos.

## Hábitat
Es un pez de mar de clima tropical y asociado a los  arrecifes de coral que vive entre 3-40 m  de profundidad y en simbiosis con las anémonas Entacmaea quadricolor , Heteractis aurora  , Heteractis crispa y Stichodactyla mertensii.

## Distribución geográfica
Se encuentran en las Islas Marshall y Nueva Caledonia.

## Observaciones
Puede ser criado en cautividad.